# 帕特·拉根
唐·卡洛斯·派翠克·拉根（英語：Don Carlos Patrick Ragan，1883年11月15日 – 1956年9月4日）曾是位美國職業棒球投手。在他1909年至1923的美國職棒大聯盟生涯裡，他先後效力過紅人、小熊、道奇/羅賓、勇士、巨人、白襪和費城人等隊。
1914年10月5日，面對波士頓勇士隊，拉根在第八局以九球連續三振三人，但球隊最後還是以2比15落敗。不過這場比賽讓拉根成為國聯第二位、大聯盟第三位投出完美一局的投手。